# Млиниця (Нижньосілезьке воєводство)
Млиниця (пол. Młynica, нім. Mellendorf) — село в Польщі, у гміні Лаґевники Дзержоньовського повіту Нижньосілезького воєводства.
Населення — 164 особи (2011).
У 1975-1998 роках село належало до Вроцлавського воєводства.

## Демографія
Демографічна структура станом на 31 березня 2011 року:
|          | Загалом | Допрацездатний вік | Працездатний вік | Постпрацездатний вік |
| -------- | ------- | ------------------ | ---------------- | -------------------- |
| Чоловіки | 93      | 20                 | 63               | 10                   |
| Жінки    | 71      | 15                 | 38               | 18                   |
| Разом    | 164     | 35                 | 101              | 28                   |